# Achetaria platychila
Achetaria platychila är en grobladsväxtart som först beskrevs av Ludwig Radlkofer, och fick sitt nu gällande namn av V.C.Souza. Achetaria platychila ingår i släktet Achetaria och familjen grobladsväxter. Inga underarter finns listade i Catalogue of Life.